# نوال 85
ألبوم نوال 85 هو ثاني ألبوم للفنانة نوال الكويتية واحتوى على خمسة أغاني وقد صدر في عام 1985.

## قائمة الأغاني
1. «تبرا»
2. «مايحبونك»
3. «عشرة عمر»
4. «عنينا»
5. «أنا جيتك»